# ラスト・キョンシー
『ラスト・キョンシー』（別題：キョンシー・セブンキッズ、原題：哈哈小疆屍,靈幻七小寶）は、1987年の香港・日本合作映画。大映が香港と合同で製作した作品である。

## ストーリー
キョンシーたちが暮らしている寺院で黒オジと白オジのキョンシーは、少年のキョンシーである小龍の美しい母、サイをめぐり日々競い合っていた。そしてサイの誕生祝いの日、祭りが開かれるなかで黒オジと白オジの2人は、彼女にどちらがふさわしいかを決闘ではっきりさせることにする。だが決闘をしてほしくなかった小龍は、自分が家出すれば争いをやめてくれると考え1人で森に入っていく。小龍がいなくなったことに気づいたキョンシーたちが森に捜索に行くが、皆怖がってちゃんと探すことができなかった。見かねたサイは、小龍を見つけてくれた者と一緒になると黒オジと白オジに話し、2人は小龍を探しに出かける。一方その頃、吸血鬼と化した弟を捕らえようと2人の兄が奮闘していた。兄たちは、弟が人間に戻るためにはキョンシーの血が必要だと知り、金道士にキョンシーの手配を頼んでいた。
小龍が入った森では、かくれんぼをする冬冬たちやその彼らを驚かせようとキョンシーごっこをしている悪ガキたちがいた。冬冬の友達を怖がらせていた悪ガキたちの前に小龍が現れ、彼らを仲間のキョンシーだと思った小龍は人間を驚かせないよう忠告する。悪ガキたちは、小龍が本物のキョンシーであることに気づき逃げ出す。小龍は唯一森に残っていた冬冬を家まで追いかけて協力を頼むが、怖がった冬冬は彼を拒絶する。小龍がどこかに行った後冬冬は、男勝りな彼の母親に正座をさせられている父を見つける。父から座布団を持ってくるよう頼まれる冬冬だが、そのとき戻ってきた母に見つかり父はぶちのめされる。翌日、鶏小屋から卵が無くなっているのに気づいた母は、父の仕業だと考えてこてんぱんにする。それを見た冬冬が助けに入ってけんかをやめさせ、卵泥棒が小龍だと確信していた冬冬は小屋に潜んでいた小龍を札を使って追い出す。
直後母から薬の使いを頼まれた冬冬は帰りに昨日の悪ガキたちと鉢合わせ、彼が買ったものが食べ物だと勘違いした悪ガキたちにぼこぼこにされる。ボロボロになった冬冬が家で寝込んでいると、そこに小龍が現れて冬冬の怪我を完治させる。怪我を治してくれた小龍に今までのことを詫びた冬冬は、彼と友達になり妹にも紹介する。

## キャスト
| 役名               | 俳優               | 日本語吹替 |
| ------------------ | ------------------ | ---------- |
| 小龍（シャオロン） | チョン・テウ       |            |
| 白オジサン         | リー・ハイシン     | 石丸博也   |
| 黒オジサン         | ラウ・チュンクォク | 江原正士   |
| 冬冬（ドンドン）   | チャン・インユー   | 折笠愛     |
| 冬冬の父           | マー・ホッマン     | 肝付兼太   |
| 冬冬の母           | ヨウ・ユウ         | 片岡富枝   |
| サイ               | パク・ミヒャン     |            |
| 吸血鬼の兄         | チェン・シャン     | 笹岡繁蔵   |
| 吸血鬼の兄         | クォン・スンヤン   | 二又一成   |
| 金道士             | イ・ヨンマン       | 池田勝     |
| アフ               | チャン・ユンティン | 羽村京子   |

## スタッフ
- 監督・製作：リー・ツォナン
- 脚本：チャン・チエンチー
- 製作総指揮：染野行雄
- 撮影監督：シュウ・ビンピン
- 編集：ファン・チウクイ
- 武術指導：アレキサンダー・ルー